# Референдумы в Испании
Первый в истории Испании референдум состоялся в 1947 году. С тех было проведено 6 национальных и 9 региональных референдумов. Два национальных референдума состоялись при режиме Франко и их действительность в настоящее время ставится под сомнение. На первом из них, в 1947 году, был утверждён Закон о правопреемстве главы государства, восстановивший в стране монархию; на втором, в 1966 году, был принят Органический закон государства, призванный «завершить» институционализацию и обеспечить долговечность режима после Франко. Референдум по Закону о политической реформе в декабре 1976 года проложил путь к нынешней парламентской системе. Хотя единственная кампания, прошедшая в СМИ, была институциональной, поскольку большинство левых оппозиционных партий, официально просивших воздержаться, по-прежнему были нелегальными, результаты голосования были признаны значительной частью общества действительными. После восстановления демократии в Испании в 1977 году по всей стране было проведено три референдума, первый из которых был посвящён принятию новой конституции.

## Правовые основы
Согласно Конституции Испании регулирование референдумов осуществляется Органическим законом № 2/1980 от 18 января 1980 года.
Согласно 92-й статьи Конституции политические решения особой важности на национальном уровне могут быть вынесены на консультативный (то есть, не обязательный) референдум, который назначает король по предложению главы правительства с одобрения Конгресса депутатов.
Статья 92 Конституции Испании 1978 года

1. Особо важные политические решения могут быть вынесены на всенародный консультативный референдум.

2. Референдум назначается Королем по предложению председателя Правительства, предварительно одобренному Конгрессом депутатов.

3. Органический закон определяет условия и порядок проведения различных видов референдума, предусматриваемых настоящей Конституцией.
Помимо консультативных референдумов по решениям особой важности Конституция Испании предусматривает также два вида конституционных референдумов, факультативный (статья 167.3) и обязательный (статья 168.3), которые проводятся в рамках реформы Конституции.
Статья 167 Конституции Испании 1978 года

1. Проекты изменений Конституции должны быть одобрены большинством не менее, чем три пятых от общего числа каждой Палаты. В случае недостижения согласия между Палатами создается совместная комиссия в составе одинакового числа депутатов и сенаторов, которая представляет выработанный ею текст на голосование Конгресса и Сената.

2. Если согласие не будет достигнуто посредством предусмотренной в предыдущем пункте процедуры, то при условии, если за указанный текст проголосовало абсолютное большинство Сената, Конгресс может принять его двумя третями голосов его членов.

3. Принятый Генеральными Кортесами текст реформы выносится на референдум для его ратификации по предложению, внесенному в течение пятнадцати дней с момента принятия одной десятой от общего числа членов одной из Палат.

Статья 168 Конституции Испании 1978 года

1. Когда вносится предложение о полном пересмотре Конституции или о частичном пересмотре, затрагивающем вводный раздел, главу вторую, часть 1 раздела 1 или раздела 2, необходимо одобрение большинством двух третей от общего числа членов каждой Палаты и немедленный роспуск Генеральных Кортесов.

2. Вновь избранные Палаты утверждают решение о пересмотре и приступают к обсуждению нового текста Конституции, который считается одобренным, если за него проголосовало большинство не менее двух третей от общего числа членов каждой из Палат.

3. Одобренный Генеральными Кортесами текст реформы Конституции выносится на референдум для его ратификации.
Референдумы также проводятся для утверждения Статутов автономии, подготовленных в соответствии со статьей 151.2 (подобные голосования проводились в Стране Басков и Каталонии в 1979 году, в Галисии в 1980 и в Андалусии в 1981), реформы Статутов автономии в соответствии со статьей 152.2 (подобные голосования проводились в Каталонии в 2006 году и Галисии в 2008), а также в случае возможного присоединение Наварры к Стране Басков (4-е переходное положение).
В дополнение ко всем этим случаям автономные сообщества и муниципалитеты имеют право назначать референдумы на своих соответствующих территориях, если они не противоречат национальному законодательству и, в любом случае, с санкции центрального правительства.

## Результаты референдумов

### Национальные референдумы
Референдумы 1947 и 1966 годов проходили во время диктатуры Франсиско Франко, в условиях отсутствия свободы печати и слова, а их результаты были использованы режимом для легитимации своей власти. Референдум 1976 года был созван недемократическим правительством Адольфо Суареса, и в ходе него правительство провело интенсивную пропагандистскую кампанию в пользу нужного результата, в частности предотвратив публичность. Вот почему он не считается демократическим, хотя после его завершения международное сообщество признало его законным.
| Дата            | Референдум                                             | Вопрос | Явка (%) | За (%) ¹ | Против (%) ¹ | Пустые (%) ¹ | Нед. (%) | Результат |
| --------------- | ------------------------------------------------------ | --- | -------- | -------- | ------------ | ------------ | -------- | --------- |
| 6 июля 1947     | Референдум о Законе о правопреемстве главы государства | Одобряете ли вы Закон о правопреемстве главы государства? исп. ¿Aprueba el Proyecto de Ley de Sucesión en la Jefatura del Estado? | 88,6     | 93       | 4,7          | 2,3          | 0        | Одобрен   |
| 14 декабря 1966 | Референдум по Органическому закону государства         | Одобряете ли вы проект Органического закона государства? исп. ¿Aprueba el Proyecto de Ley Orgánica del Estado? | 88,8     | 95,06    | 2,47         | 2,47         | 0        | Принят    |
| 15 декабря 1976 | Референдум по проекту Закона о политической реформе    | Одобряете ли вы проект Закона о политической реформе? исп. ¿Aprueba el Proyecto de Ley para la Reforma Política? | 77,8     | 94,45    | 2,57         | 2,98         | 0,3      | Одобрен   |
| 6 декабря 1978  | Референдум по ратификации Конституции Испании          | Вы одобряете проект Конституции? исп. ¿Aprueba el Proyecto de Constitución? | 67,11    | 88,54    | 7,88         | 3,58         | 0,75     | Одобрен   |
| 12 марта 1986   | Референдум о постоянном членстве Испании в НАТО        | Считаете ли вы удобным для Испании оставаться в Атлантическом альянсе на условиях, согласованных Национальным правительством? исп. ¿Considera conveniente para España permanecer en la Alianza Atlántica en los términos acordados por el Gobierno de la Nación? | 59,4     | 52,5     | 39,8         | 6,5          | 1,7      | Согласны  |
| 20 февраля 2005 | Референдум по Конституции Европейского союза           | Одобряете ли Вы договор, устанавливающий Конституцию Европы? исп. ¿Aprueba usted el Tratado por el que se establece una Constitución para Europa? | 42,3     | 76,1     | 17,1         | 6,0          | 0,9      | Одобрен   |

¹ Доля ответов «за», «против» и пустых бюллетеней рассчитывалась от общего количества поданных голосов, а не от общего количества действительных голосов.

### Региональные референдумы
| Дата            | Референдум                                                | Вопрос | Явка (%) | За (%) ¹ | Против (%) ¹ | Пустые (%) ¹ | Нед. (%) | Результат |
| --------------- | --------------------------------------------------------- | --- | -------- | -------- | ------------ | ------------ | -------- | --------- |
| 15 декабря 1963 | Референдум об автономии Экваториальной Гвинеи             | Одобряете ли вы проект Закона об автономии Экваториальной Гвинеи? англ. ¿Aprueba el proyecto de Ley de Autonomía para Guinea Ecuatorial? | 100      | 62,52    | 37,48        | 0,00         | 0,00     | Одобрен   |
| 11 августа 1968 | Референдум по Конституции Экваториальной Гвинеи 1968 года | Одобряете ли вы проект конституции Экваториальной Гвинеи? англ. ¿Aprueba el proyecto de Constitución para Guinea Ecuatorial? | 100      | 64,32    | 35,68        | 0,00         | 0,00     | Одобрен   |
| 25 октября 1979 | Референдум о Статуте автономии Страны Басков              | Одобряете ли вы проект Статута автономии Страны Басков? англ. ¿Aprueba el proyecto de Estatuto de Autonomía para el País Vasco? | 59,77    | 90,29    | 4,71         | 3,41         | 1,16     | Одобрен   |
| 25 октября 1979 | Референдум о Статуте автономии Каталонии                  | Одобряете ли вы проект Статута автономии Каталонии? англ. ¿Aprueba el proyecto de Estatuto de Autonomía para Cataluña? | 59,70    | 88,15    | 7,76         | 3,55         | 0,48     | Одобрен   |
| 28 февраля 1980 | Референдум о начале процесса автономизации Андалусии      | Согласны ли Вы на ратификацию инициативы, предусмотренной статьей 151 Конституции, для целей ее обработки в порядке, предусмотренном указанной статьей? англ. ¿Da usted su acuerdo a la ratificación de la iniciativa, prevista en el artículo 151 de la Constitución, a efectos de su tramitación por el procedimiento previsto en dicho artículo? | 64,19    | 86,94    | 5,36         | 7,04         | 0,44     | Согласны  |
| 21 декабря 1980 | Референдум о Статуте автономии Галисии                    | Одобряете ли вы проект Статута автономии Галисии? англ. ¿Aprueba el proyecto de Estatuto de Autonomía para Galicia? | 28,27    | 73,35    | 19,77        | 4,62         | 2,25     | Одобрен   |
| 20 октября 1981 | Референдум по Статуту автономии Андалузии                 | Одобряете ли вы проект Статута автономии Андалусии? англ. ¿Aprueba el proyecto de Estatuto de Autonomía para Andalucía? | 53,49    | 89,38    | 7,00         | 2,87         | 0,74     | Одобрен   |
| 18 июня 2006    | Референдум о реформе Статута автономии Каталонии          | Одобряете ли вы проект Статута автономии Каталонии? англ. ¿Aprueba el proyecto de Estatuto de Autonomía para Cataluña? | 48,85    | 73,24    | 20,57        | 5,29         | 0,90     | Одобрен   |
| 18 февраля 2007 | Референдум о реформе Статута автономии Андалусии          | Одобряете ли вы проект Статута автономии Андалусии? англ. ¿Aprueba el proyecto de Estatuto de Autonomía para Andalucía? | 36,28    | 87,45    | 9,48         | 3,07         | 0,96     | Одобрен   |

¹ Доля ответов «за», «против» и пустых бюллетеней рассчитывалась от общего количества поданных голосов, а не от общего количества действительных голосов.

### Муниципальные референдумы
В период с 1987 по 2017 год было инициировано 163 муниципальных всенародных опроса, 51 из которых были одобрены национальным правительством. Остальные в основном были несанкционированными. Так, в 1987 году жители Ируэрриета (Гипускоа) одобрили роспуск муниципалитета и создание муниципалитетов Икастегьета, Орендайн и Бальяррайн, в 2005 году жители Сан-Бартоломе (Лас-Пальмас) отказались менять название муниципалитета, в 2009 в Усурбиле (Гипускоа) одобрили внедрение системы вывоза мусора «от двери до двери», в 2012 в Картесе (Кантабрия) на референдуме определили место проведения воскресного уличного рынка, в 2022 году жители Дон-Бенито и Вильянуэва-де-ла-Серена (Бадахос) одобрили слияние обоих муниципалитетов.
Одним из исключительных случаев был всенародный опрос, состоявшийся 28 февраля 2009 года, после того как Верховный суд санкционировал муниципальный референдум в Альмуньекаре по Генеральному плану развития города (PGOU), удовлетворив апелляцию муниципального совета против испанского правительства, которое в сентябре 2006 года отказало в разрешении на его проведение. Результаты были следующими: явка составила — 32,4 %, из которых 77,8 % проголосовали за утверждение Генплана, принятого 17 августа 2005 года городским советом.